# Sylwia Pachut
Sylwia Pachut (ur. 21 lipca 1970 w Jaworznie) – polska lekkoatletka specjalizująca się w biegach sprinterskich.

## Kariera
Brązowa medalistka uniwersjady w 1991 w sztafecie 4 × 400 metrów.
Podczas mistrzostw świata w 1993 odpadła w półfinale na 400 metrów przez płotki.
Uczestniczka mistrzostw Europy w 1994 roku. Biegała wówczas na dystansie 400 metrów przez płotki i odpadła w półfinale, a także zajęła 7. miejsce w sztafecie 4 × 400 metrów.
Reprezentantka Polski w zawodach pucharu Europy.
Pachut na początku kariery reprezentowała klub MKS Bytom, później startowała jako zawodniczka AZS Katowice. Karierę sportową rozpoczynała od dystansu 400 metrów, startując także udanie na dystansie 200 metrów oraz biegu przez płotki. Zawodniczka sięgała po medale mistrzostw Polski na dystansie 200 metrów, zdobywając odpowiednio brąz, srebro oraz złoto w latach 1990-1992, była także m.in. czterokrotną medalistką halowych mistrzostw kraju (złote medale na 60 i 200 metrów w 1994), złoto na 60 metrów w 1993 oraz zwycięstwo na 200 metrów w 1995), w 1993 wywalczyła złoto mistrzostw kraju na stadionie w biegu na 400 metrów przez płotki, zdobywała także złote medale mistrzostw Polski w biegach sztafetowych.
Rekordy życiowe: 100 metrów  – 11,73 (1 lipca 1993, Kraków); 200 metrów – 23,68 (14 lipca 1991, Kielce), 400 metrów  – 53,54 (27 maja 1995, Białystok); 400 metrów przez płotki – 56,18 (25 lipca 1991, Kielce).